# Better Goff Dead
"Better Goff Dead" es el tercer episodio de la serie de televisión estadounidense de superhéroes Peacemaker, spin-off de la película de 2021 The Suicide Squad. El episodio fue escrito y dirigido por el creador de la serie James Gunn. Se emitió originalmente en HBO Max el 13 de enero de 2022, junto con "A Whole New Whirled" y "Best Friends, For Never".
La serie está ambientada después de los eventos de The Suicide Squad, y sigue a Christopher Smith / Peacemaker. Después de regresar a su casa, se ve obligado a trabajar con agentes de A.R.G.U.S. en una operación clasificada conocida como "Proyecto Butterfly". Smith también tiene que lidiar con sus demonios personales, incluido sentirse perseguido por los recuerdos de las personas que mató por "la paz", así como volver a conectarse con su padre separado. En este episodio, el equipo se prepara para su objetivo de asesinato, donde Smith aprende más sobre las supuestas "Butterflies" (Mariposas).
El episodio recibió críticas positivas de los críticos, quienes elogiaron las secuencias de acción, la dirección, el desarrollo del personaje y las actuaciones.

## Trama
Mientras el equipo se prepara para su misión, notan que Vigilante los observa y lo obligan a alejarse. Murn le informa a Smith que debe matar al senador Royland Goff, sospechoso de ser una "Butterfly". También recibe instrucciones de matar a su familia, a pesar de no tener pruebas suficientes que sugieran que también podrían ser Butterflies. Smith duda ante la idea, a pesar de afirmar que mata a cualquiera por "la paz".
El equipo realiza una vigilancia fuera de la casa de Goff, esperando que llegue la familia. Cae la noche y la familia llega a su casa con varios guardaespaldas, entre ellos reconocen a un integrante conocido como Judomaster. Murn presiona a Smith para que apunte y mate a la familia, pero Smith duda y retrasa la misión hasta el día siguiente. El equipo también nota que su familia muestra un comportamiento extraterrestre dentro de la casa. Mientras vigilaba la casa, aparece Vigilante, que siguió y observó al equipo desde su llegada, lo que obligó a Murn a permitirle quedarse para evitar arruinar la operación.
La familia se reúne en el comedor, donde ponen un líquido en su plato antes de que revelen lenguas inmensas. Seguro de que son Butterflies, Murn le ordena a Smith que las mate. Smith duda en apretar el gatillo, por lo que Vigilante lo deja a un lado y mata a la familia de Goff. Sin embargo, antes de que pueda matarlo, son atacados por Judomaster. Judomaster logra noquear a Smith y Vigilante y los lleva dentro de la casa con la ayuda de Goff. A medida que la misión se desmorona, Murn y Adebayo se acercan al área y se encuentran con Harcourt, quien también fue noqueada por Judomaster fuera de la casa.
Dentro de la casa, Goff envía a Judomaster para informar los eventos de la noche y luego procede a torturar a Vigilante, desenmascarándolo como Adrian Chase, el empleado que Smith vio en el restaurant. Smith se niega a revelar cualquier información, por lo que Goff tortura a Chase electrocutándolo. Murn, Harcourt y Adebayo entran en la casa, descubren la entrada al sótano y colocan un explosivo, que detona después de un breve retraso. La explosión impulsa a Smith a escapar y pelear con Goff. Smith recupera una escopeta y mata a Goff, con una criatura parecida a una mariposa que emerge del cadáver de Goff, haciendo que Smith entienda la naturaleza de la misión. Afuera, Economos ve a Judomaster escapar y embiste su camioneta contra su automóvil y luego lo incapacita. De vuelta en la camioneta, las computadoras A.R.G.U.S. muestran que se sospecha que miles de Butterflies están en todo el mundo.

## Producción

### Desarrollo
En julio de 2021, el título del episodio se reveló como "Better Goff Dead" junto con sus 2 primeros episodios anteriores.

### Casting
En febrero de 2021, se anunció que Nhut Lee interpretaría a Judomaster en la serie como un papel recurrente, y el episodio marcaría su debut en la serie.

## Recepción de la crítica
"Better Goff Dead" recibió críticas positivas de los críticos. Samantha Nelson de IGN le dio al estreno de tres episodios una calificación "excelente" de 8 sobre 10 y escribió en su veredicto: "Peacemaker no está tan claramente escrito como The Boys de Amazon, pero James Gunn apunta al mismo tipo de subversivo espectáculo de superhéroes, que utiliza la violencia excesiva y el humor mordaz para deconstruir las fallas del género. El estreno de tres episodios ofrece un ridículo derribo del vigilantismo al tiempo que insinúa tramas más grandes y oscuras por venir".
Jarrod Jones de The AV Club le dio al estreno de tres episodios una calificación de "A-" y escribió: "Peacemaker es una baraja apilada de locura temible y hay mucho que aceptar en estos primeros tres episodios. Es vulgar, violento, propenso a la no secuencia y tiene más de una secuencia de baile reservada para ti. Pero no te atrevas a dejar que su incesante bombardeo de blasfemias, desnudez y matanzas te engañen para que pienses lo contrario: Peacemaker de James Gunn viene con, entre otras cosas, un corazón palpitante".
Alan Sepinwall de Rolling Stone le dio al estreno de tres episodios una calificación de 4 estrellas sobre 5 y escribió: "Entre la sangre y las tripas, las bufonadas, la sátira política y las digresiones musicales, están sucediendo muchas cosas aquí. Sin embargo, la serie funciona como un estudio de carácter sincero de su héroe imperfecto, y las almas desafortunadas que tienen que trabajar junto a él, lo suficiente como para que la broma nunca se acabe. Incluso en un mercado tremendamente sobresaturado de historias de hombres y mujeres hipermusculares que se abren camino hacia la justicia, Peacemaker se destaca. Querrás probarlo, incluso las partes que tienen un sabor increíblemente malo". Alec Bojalad de Den of Geek le dio al estreno de tres episodios una calificación de 4 estrellas sobre 5 y escribió: "En última instancia, Peacemaker es otra victoria para el panorama televisivo de DC Comics repentinamente sorprendentemente competitivo".